# خدمت به انسان (منطقه نیمه‌روشن)
«خدمت به انسان» (به انگلیسی: To Serve Man) یکی از معروفترین بخش‌های مجموعه تلویزیونی بزرخ (the Twilight Zone) است که از داستان کوتاه خدمت به انسان نوشتهٔ دیمن نایت گرفته شده‌است.
کانامیت‌ها در این داستان و بخش نقشی اساسی بازی می‌کنند.
کانامیت نام یک نژاد از موجودات بیگانهٔ فرازمینی است. این موجودات رنگی سبز و چهره‌ای خوک مانند دارند و با پیشنهادهای وسوسه‌انگیزی به سراغ انسان‌ها می‌آیند. از آن جمله روشی است که بازدهی مزارع را چند ده برابر می‌کند یا دستگاهی که جلوی هر نوع انفجاری را در محدودهٔ نفوذش می‌گیرد. این موجودات تنها هدفشان را از این کار، خدمت به انسان اعلام می‌کنند، که البته در زبان انگلیسی مفهومی دوگانه دارد.
یک قسمت مجموعهٔ تلویزیونی Twilight Zone، بر اساس این داستان ساخته شده و نقش تمام کانامیت‌ها را یک نفر بازی می‌کند.